# Pico de Diana
El Pico de Diana (en inglés: Diana's Peak) es el punto más alto, a 818 metros sobre el nivel del mar, en la isla Santa Elena, un territorio británico de ultramar en el océano Atlántico Sur. Es de origen volcánico.
La montaña y sus alrededores cubren un área total de 81 hectáreas que se proclamaron parque nacional en marzo de 1996, siendo el primero de su tipo en la isla. Está cubierta de helechos locales (Dicksonia arborescens), especie local que está amenazada al ser sustituido por plantaciones de especies introducidas en otras partes de la isla.
El pico se encuentra en el punto de intersección triple (trifinio) de los distritos de Bahía Arenosa (suroeste), Levelwood (este) y Longwood (norte) se encuentran. Los asentamientos más cercanos son Bamboo Hedge (el principal asentamiento del Distrito de Bahía Arenosa), Hutt's Gate (en el distrito de Longwood) y Villa Levelwood.
El Pico de Diana es parte del Peaks Ridge, una cadena de montañas estrechas y cortas en el centro de la isla. Otros picos aquí son el monte Acteón y el Punto Cornudo.